# 切拉魯鄉
44°03′N 24°08′E / 44.050°N 24.133°E
切拉魯鄉（羅馬尼亞語：Comuna Celaru, Dolj），是羅馬尼亞的鄉份，位於該國西南部，由多爾日縣負責管轄，處於布加勒斯特以西160公里，每年平均降雨量882毫米，海拔高度131米，2007年人口4,904。